# 城市快铁
城市快铁（直译：「城市快捷鐵路」）是德国、奥地利、瑞士、丹麦等欧洲国家对通勤铁路的称呼。和其他通勤铁路系统一样，城市快铁提供大都会区的中心城、近郊、远郊及卫星城之间，或是城市群中的大小城镇之间的快捷铁路运输，属于城市公共運輸的一部分。

## 释义及历史
这个词是德语「城市快捷铁路」（Stadtschnellbahn）的缩写，并于1930年12月首先在柏林引入。当时，作为近郊通勤列车线路的柏林城市鐵路與（Berlin Stadtbahn）環狀鐵路分别在1928和1929年完成电气化（第三轨供电，750伏），便成为这类电气化线路的通称。此后，其他通往近郊的放射状铁路也陆续电气化，并被改造成快速交通工具：发车间隔不多于20分钟，同时许多线路在市中心共用同一条主线。该铁路系统在1936年柏林奥运期间达到顶峰时，发车间隔少于2分钟。

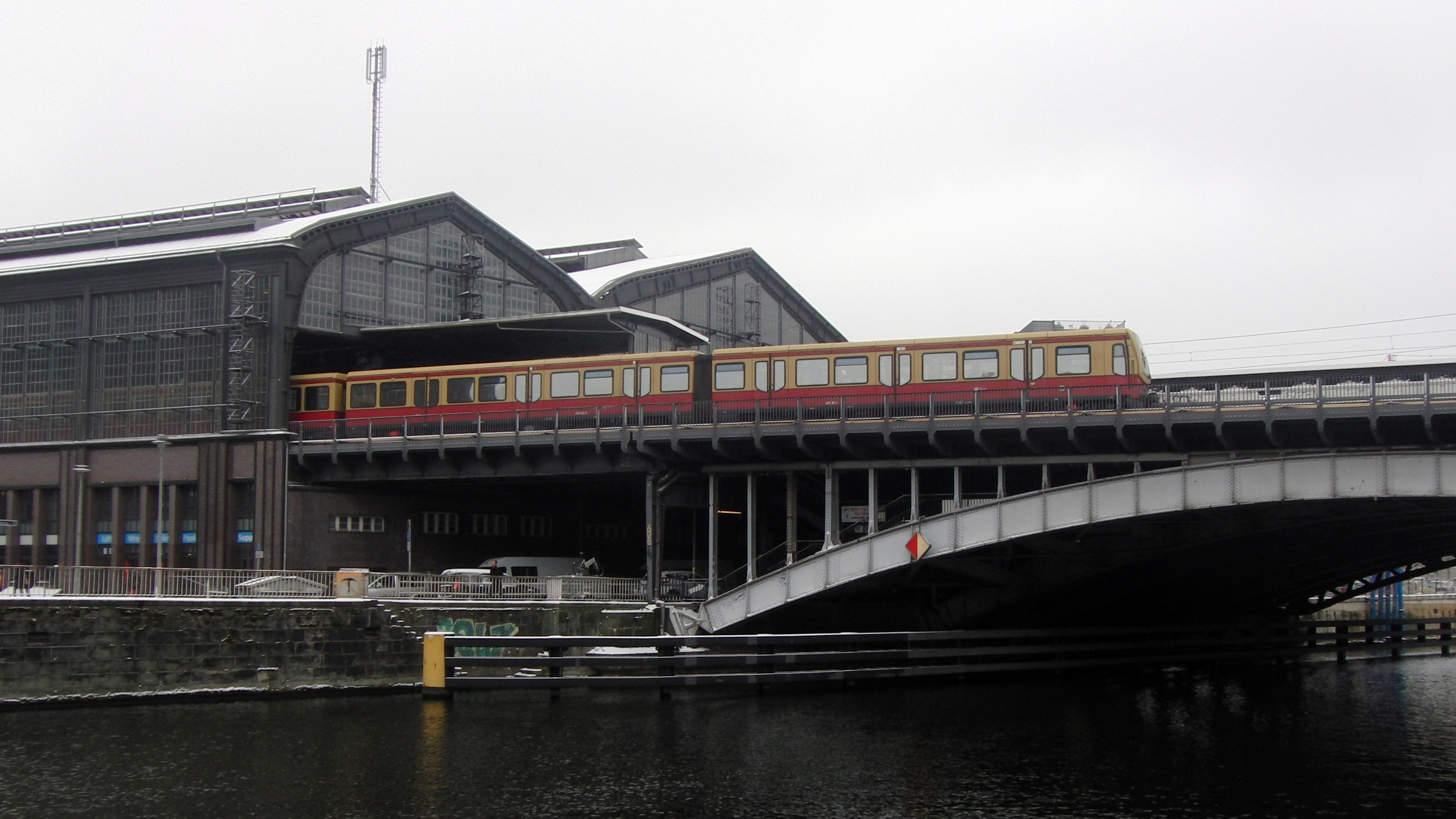
一輛行駛於柏林城市快鐵的S-Bahn列車（腓特烈大街站）

德國各大都市的S-bahn與轻轨-火车系统路網圖

这种将重轨火车应用于都市快速交通在当时并不仅限于柏林。汉堡在1908年就已经完成了火车总站和阿尔托纳之间的铁路电气化（接触网供电，之后才改为第三轨供电）。1934年，汉堡的这套系统开始采用与柏林同样的名称S-Bahn。同年，哥本哈根市郊铁路开通了第一条线路。维也纳的城铁主线也于1908年完成电气化，自1954年以來称为「快速铁路」（Schnellbahn），但是正式改名为要到2005年。在1930年代，德国开通了许多，但通常只是将电气化的区域铁路改了一下名称而已。

## 定义
是一种服务于城市中心以及近郊和附近乡镇交通的铁路系统。它的标准因城市而异，但是一个共通的特征是高效和同调的发车时间（通常每条线路的发车间隔不少于20分钟，但是汇合到主线的部分只有2、3分钟）。在大城市中，这意味着对各条轨道的充分利用。在城市中心部分，一般都采用地下或者高架轨道。

## 与地铁的比较
的意思為「城市快捷鐵路」，也就是中文所稱的通勤铁路或区域铁路。中國一些城市的通勤铁路（或郊區型地鐵），和德奧諸國一樣，以S開頭加數碼標識路線。比如南京地铁的S1号线、S8号线和北京市郊铁路S2线。
德國城市快铁叫""，地鐵叫""。很多大城市如科隆、杜塞爾多夫同時有城市快铁和地鐵。

## 系統列表
| 论 编  |              |                    |          |            |               |        |
| 國家   | 城市         | 系統名稱           | 開通時間 | 營運路線數 | 系統長度 (km) | 車站數 |
| 奥地利 | 布雷根茨等   | 福拉爾貝格城市快鐵 | 2011     | 3          | 80            | 38     |
| 奥地利 | 格拉茨       | 施蒂里亞城市快鐵   | 2007     | 11         | --            | 112    |
| 奥地利 | 因斯布鲁克   | 蒂罗尔城市快鐵系統 | 2007     | 8          | 271           | 68     |
| 奥地利 | 克拉根福     | 克恩頓城市快鐵     | 2010     | 6          | 325           | 82     |
| 奥地利 | 林茨         | 上奧地利城市快鐵   | 2016     | 5          | 172           | 62     |
| 奥地利 | 薩爾茨堡     | 薩爾茨堡城市快鐵   | 2004     | 5          | 130           | 64     |
| 奥地利 | 維也納       | 維也納城市快鐵     | 1962     | 10         | 650           | 183    |
| 德国   | 柏林         | 柏林城市快鐵       | 1930     | 16         | 340           | 168    |
| 德国   | 不来梅       | 不萊梅城市快鐵     | 2010     | 4          | 270           | 58     |
| 德国   | 科隆         | 科隆城市快铁       | 1975     | 4          | 239           | 65     |
| 德国   | 德累斯顿     | 德勒斯登城市快鐵   | 1992     | 3          | 128           | 48     |
| 德国   | 弗赖堡       | 弗萊堡城市快鐵     | 1997     | 8          | 235           | 79     |
| 德国   | 汉堡         | 漢堡城市快鐵       | 1934     | 6          | 144           | 69     |
| 德国   | 汉诺威       | 漢諾威城市快鐵     | 2000     | 9          | 385           | 74     |
| 德国   | 萊比錫等     | 中德城市快鐵       | 2013     | 10         | 802           | 147    |
| 德国   | 馬格德堡     | 中易北河城市快鐵   | 1974     | 1          | 130           | 28     |
| 德国   | 慕尼黑       | 慕尼黑城市快铁     | 1972     | 8          | 432           | 149    |
| 德国   | 纽伦堡       | 紐倫堡城市快鐵     | 1987     | 5          | 272           | 79     |
| 德国   | 法兰克福等   | 萊茵-美因城市快鐵  | 1978     | 9          | 303           | 112    |
| 德国   | 曼海姆等     | 莱茵-内卡城市快铁  | 2003     | 10         | 437           | 113    |
| 德国   | 杜塞尔多夫等 | 萊茵—魯爾城市快鐵  | 1967     | 11         | 475           | --     |
| 德国   | 罗斯托克     | 羅斯托克城市快鐵   | 1974     | 3          | 91            | 26     |
| 德国   | 斯图加特     | 斯图加特城市快铁   | 1978     | 7          | 215           | 83     |
| 瑞士   | 阿爾高       | 阿爾高城市快鐵     | 2008     | 7          | --            | 78     |
| 瑞士   | 巴塞尔       | 巴塞爾城市快鐵     | 1997     | 8          | 357           | 108    |
| 瑞士   | 伯尔尼       | 伯爾尼城市快鐵     | 1995     | 13         | --            | --     |
| 瑞士   | 庫爾         | 庫爾城市快鐵       | 2005     | 2          | 53            | 22     |
| 瑞士   | 洛桑         | 沃州大區快鐵       | 2004     | 9          | --            | --     |
| 瑞士   | 日內瓦       | 莱芒特快           | 2018     | 6          | 230           | 45     |
| 瑞士   | 琉森         | 盧塞恩城市快鐵     | 2004     | 13         | --            | 131    |
| 瑞士   | 沙夫豪森     | 沙夫豪森城市快鐵   | 2015     | 1          | --            | 8      |
| 瑞士   | 圣加仑       | 聖加侖城市快鐵     | 2001     | 20         | --            | --     |
| 瑞士   | 提契諾       | 提契諾州城鐵       | 2004     | 7          | --            | 67     |
| 瑞士   | 苏黎世       | 蘇黎世城市快鐵     | 1990     | 30         | 380           | 171    |
| 瑞士   | 楚格         | 楚格城市快鐵       | 2004     | 2          | --            | 30     |
| 瑞士   | 弗里堡       | 弗里堡城市快鐵     | 2011     | 8          | --            | 58     |

注释
1. ↑  系統橫跨奧地利與瑞士。
2. ↑  2005年以前是萊茵—魯爾城市快鐵的一部分
3. ↑  哈雷和萊比錫分別於1969年開通，2013年合併為一個系統。
4. ↑  在德語區稱城市快鐵，法語區稱為大區快鐵。
5. ↑  系統橫跨德、法、瑞士。
6. ↑  1974年開始就具備S-Bahn的營運型態。
7. ↑  橫跨瑞士與法國。

## 类似系统
- 法國：區域快鐵（巴黎RER）、法兰西岛区域铁路
- 英国：伦敦地上铁（London Overground）、倫敦橫貫鐵路、默西塞德鐵路（Merseyrail）
- 西班牙：西班牙近郊铁路（Cercanías）加泰隆尼亚铁路(FGC)
- 日本：大都市圈的JR及大手私鐵線網
- 大韓民國：首都圈廣域急行鐵道（朝鲜语：수도권 광역급행철도）（GTX）
- 臺灣：臺鐵捷運化（包含沙崙線、六家線、桃園與台中的「臺鐵捷運紅線」）、桃園機場捷運
- 香港：港鐵東鐵綫、屯馬綫、東涌綫
- 马来西亚（营运公司）：KTM通勤铁路、吉隆坡機場快鐵
- 中国大陆: 粤港澳大湾区城际铁路、北京市郊铁路